# Keaau
Keaau és una concentració de població designada pel cens dels Estats Units a l'estat de Hawaii. Segons el cens del 2000 tenia 2.010 habitants.

## Demografia
Segons el cens del 2000, Keaau tenia 2.010 habitants, 608 habitatges, i 481 famílies La densitat de població era de 314,21 habitants per km².
Dels 608 habitatges en un 37,7% hi vivien nens de menys de 18 anys, en un 60,9% hi vivien parelles casades, en un 13,7% dones solteres, i en un 20,9% no eren unitats familiars. En el 16,8% dels habitatges hi vivien persones soles el 8,4% de les quals corresponia a persones de 65 anys o més que vivien soles. El nombre mitjà de persones vivint en cada habitatge era de 3,29 i el nombre mitjà de persones que vivien en cada família era de 3,68.
Per edats la població es repartia de la següent manera: un 28,5% tenia menys de 18 anys, un 7,5% entre 18 i 24, un 27,2% entre 25 i 44, un 20,2% de 45 a 64 i un 16,6% 65 anys o més.
L'edat mediana era de 37,3 anys. Per cada 100 dones hi havia 101,4 homes. Per cada 100 dones de 18 o més anys hi havia 92,37 homes.
La renda mediana per habitatge era de 39.722 $ i la renda mediana per família de 43.347 $. Els homes tenien una renda mediana de 27.344 $ mentre que les dones 23.287 $. La renda per capita de la població era de 14.657 $. Aproximadament el 9,6% de les famílies i el 12,3% de la població estaven per davall del llindar de pobresa.

## Poblacions més properes
El següent diagrama mostra les poblacions més properes.